# Monatélé
Monatélé è un comune del Camerun, capoluogo del dipartimento di Lekié nella regione del Centro.